# Altered-stock class
Altered-stock class (gewijzigde-standaardklasse) is een wedstrijdklasse bij Amerikaanse Heuvelklim-wedstrijden voor motorfietsen. 
In de Altered-stockklasse is het toegestaan de achterbrug te verlengen, maar de wielbasis mag niet meer dan 10 % groter worden. Verder mogen de banden aangepast worden.